# Hanneke Pereboom
Hanneke Pereboom (Oldemarkt, 1956) is een Nederlands beeldend kunstenaar; ze woont en werkt in Oudehorne.

## Leven en werk
Pereboom werd in 1956 geboren in het Overijsselse Oldemarkt. Zij werd opgeleid tot beeldhouwster door de Friese beeldhouwer Gosse Dam. Haar werk is te vinden in de publieke ruimte van onder meer Hoorn, Ossenzijl en Soesterberg. Pereboom heeft zich gespecialiseerd in het werken met zachte steensoorten als speksteen, albast en serpentijn. Over de hiervoor benodigde technieken schreef zij in 2005, samen met Elizabeth van Velzen een handboek. Van dit werk verscheen in 2011 een herziene uitgave.
Zij was in 1997 enige maanden werkzaam in het Zimbabwaanse beeldhouwersdorp Tengenenge en in 2002 in de Spaanse plaats Callossa d'Ensaria. Naast haar werk als beeldhouwster is zij ook docente boetseren en beeldhouwen.

## Werk in de publieke ruimte (selectie)
- De doorbroken cirkel (2006), Maelsonstraat, Hoorn
- Zorg voor anderen zoals je voor jezelf zou wensen (2003), Oude Tempellaan, Soesterberg
- De waterput (2001), Hoofdstraat, Ossenzijl